# سویه (زیست‌شناسی)

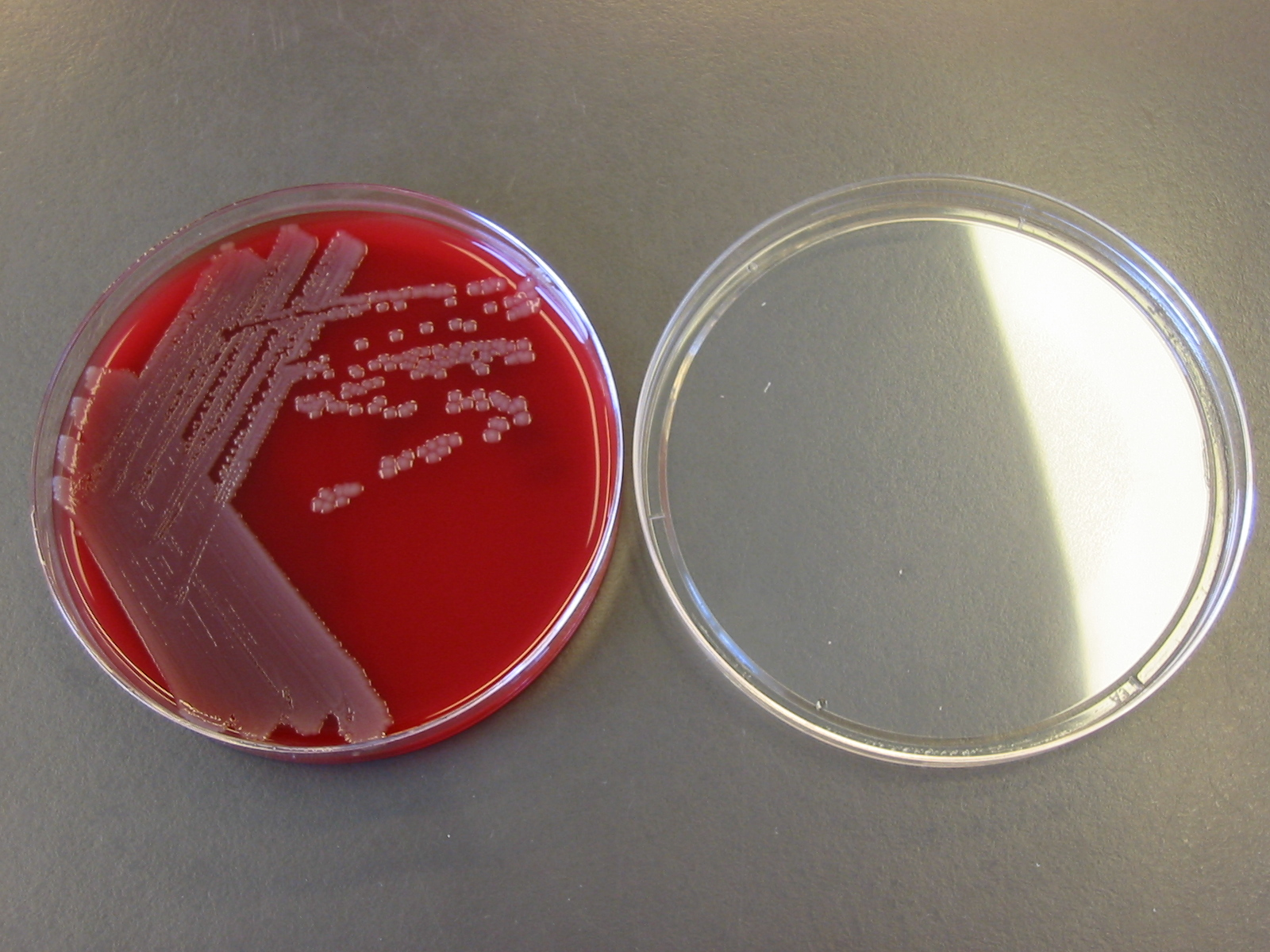
کشت باکتری

سویه (به انگلیسی: strain) در تعریف ژنوتیپی، سویه به سلول‌هایی گفته می‌شود که با نمونه‌های دیگر زیستی کمتر از ۱۲٪ تفاوت ژنتیکی داشته باشد. سویه‌ها را با شماره، حروف یا نام‌گذاری که به‌دنبال نام یک گونهٔ زیستی می‌آید مشخص می‌کنند. در زیست‌شناسی به یاخته‌هایی که در کشت خالص، از یک یاخته به‌دست آمده‌اند می‌گویند.
در باکتری‌ها، به مجموعه‌ای از سویه‌ها که در بسیاری از صفات مشترک با هم باشند، گونه گفته می‌شود. هرگاه دوسویهٔ باکتری در ۳۰ درصد از دی‌ان‌ایشان تفاوت نشان دهند، می‌توان آن‌ها را گونه‌های جداگانه‌ای در نظر گرفت. البته این یک عدد قراردادی و کاربردی است.
هر سویه‌ای که دارای مشخصات تعیین‌شده از قبیل محل جداسازی، فرد کاشف، تاریخ کشف، خواص ظاهری و ژنتیکی و موارد دیگر باشد اصولاً یک سویه در اصطلاح شناسنامه‌دار یا به عبارت دیگر یک سویه استاندارد است.
به دلیل اینکه هر سویه استاندارد برای اولین بار در یک کشور مشخص شناسایی شده و به ثبت رسیده و گاهی آن کشور و منطقه خاستگاه اصلی سویه است بنابراین، سویه‌های استاندارد را می‌توان بخشی از ذخایر ژنتیکی یک کشور محسوب نمود.
کشورهای مختلف سویه‌های استاندارد را در کلکسیون‌ها و بانک‌های اختصاصی نگهداری می‌کنند و متناسب با نام کشور و بانک خود به سویه‌ها شماره یا کد اختصاص می‌دهند؛ بنابراین تمام سویه‌های استاندارد دارای چندین کد یا شماره هستند که توسط بانک‌های زیستی کشورهای مختلف به آن‌ها تعلق گرفته است و تمامی کدها از کلکسیونی به کلکسیون دیگر قابل انطباق است.
کشور آمریکا بزرگ‌ترین و معتبرترین بانک زیستی دنیا را در اختیار دارد و تمامی سویه‌های آن با کد گذاری ATCC شناخته می‌شوند یا سویه‌های استاندارد کشور آلمان با کدگذاری DSM شناخته می‌شوند. (برای هر سویه پس از ATCC یا DSM یک عدد اختصاصی قرار دارد)
چون سویه‌های استاندارد دارای خصوصیات شناخته‌شده هستند، لذا از آن‌ها می‌توان به‌عنوان یک ابزار جهت کنترل کیفی سویه‌های دیگر، محیط‌های کشت و آنتی‌بیوتیک‌ها استفاده نمود و از این جهت دارای اهمیت ویژه‌ای هستند.